# Wenzel Bürger
Wenzel Bürger (27. září 1869, Jablonné v Podještědí – 25. dubna 1946, Hochweitzschen, Sasko) byl architekt, který tvořil postupně od historizmu přes secesi až k počínající moderně. Několik jeho raných staveb patří k architektonickému dědictví v Saské Kamenici.

## Život
Narodil se v Jablonném v Podještědí v rodině zednického mistra Wenzela Bürgera a jeho manželky Kathariny. Architektonické studium ukončil pravděpodobně v Berlíně. Od roku 1893 žil a pracoval v Saské Kamenici, v domě na Zwickauer Straße 75 si otevřel "Ateliér pro architekturu". Později přestěhoval svoji kancelář do přízemí svého domu na Stollberger Straße 19. Je spojován s vídeňským architektem Karlem Johannem Benirschkem (1877 – 1941), který pracoval v jeho ateliéru do roku 1911.
V roce 1897 získal 1. cenu v soutěži o saskokamenickou synagogu v konkurenci 78 architektů. Novorománská synagoga byla postavena pod jeho vedením do března 1899.
V květnu 1897 se oženil v Drážďanech s Huldou rozenou Vesper, z tohoto svazku se narodily dvě děti.
Po zničení jeho domu 5. března 1945 se přestěhoval ke své dceři do Döbeln. Zemřel 25. dubna 1946 v sanatoriu v Hochweitzschenu.

## Dílo
V období do první světové války vytvořil, částečně ve spolupráci s Benirschkem, řadu reprezentativních budov, nejprve v národně romantickém stylu později ve stylu secesním. Typickými prvky těchto staveb byly členěné fasády, galerie, schodišťové věže a věžovité arkýře.
- 1897–1899: Synagoga v Saské Kamenici.
- V roce 1902 navrhl třípodlažní budovu pro 2. katolickou měšťanskou školu v Sonnenbergu. Postavena 1903 – 1904.
- 1907 vila Gustava Krautheima (s Bernischkem).
- před rokem 1908 společně s Benirschkem továrna na rukavice Bratří Beckerové v Saské Kamenici (zničena při leteckém bombardování v roce 1945).
- 1908 ve spolupráci s drážďanským architektem Rudolfem Bitzanem (1872 – 1938) vznikl projekt budovy časopisu „Chemnitzer Neuesten Nachrichten“.
- 1909 vila Hempel (od 1918 vila Kohorn, v letech 2004 – 2007 restaurována).
- 1909 vila Reimann (s Benirschkem).
- 1906 secesní ředitelské vily Am Feldschlösschen v Saské Kamenici-Kapellu (obnoveny v 1996, dnes Vila Hueber).
- 1912 – 1913 secesní kino Metropol na Cvikovské ulici.[2]
- Podílel se také na koncepci odlehčení provozu ve vnitřním městě, která byla publikována v roce 1925.

Mimo Saskou Kamenici má nejvíce realizovaných projektů v Krnově.
- 1899 Provozní budova továrny na likéry Siegfrieda Gesslera v novobarokním slohu s klasicizujícími ozdobnými prvky. (Horní předměstí čp. 21, Krnov, dnes obytný dům).[3]
- 1898 Vila J. Jüngtermanna
- 1899–1900 Vila Leo Westreicha novobarokní stavba s klasicizujícími ozdobnými prvky a monumentálním portálem (Horní předměstí čp. 20, Krnov, dnes Úřad práce).[3]
- 1902 – 1904 c. a. k. reálná škola, nyní budova A Gymnázia, Teplice.
- 1903 Vila dr. J. Schnürcha, která byla v roce 1925 drobně upravena firmou Frank. Interiéry jsou dle návrhu architekta Otto Prutschera (1880-1949) ve stylu art déco.[3]

- 1906 – 1907 vítězný projekt spořitelny a poštovního úřadu v Kufsteinu v Tyrolsku (s Benirschkem).
- 1909 zúčastnil se soutěže na Německé divadlo v estonském Tartu.

## Fotogalerie

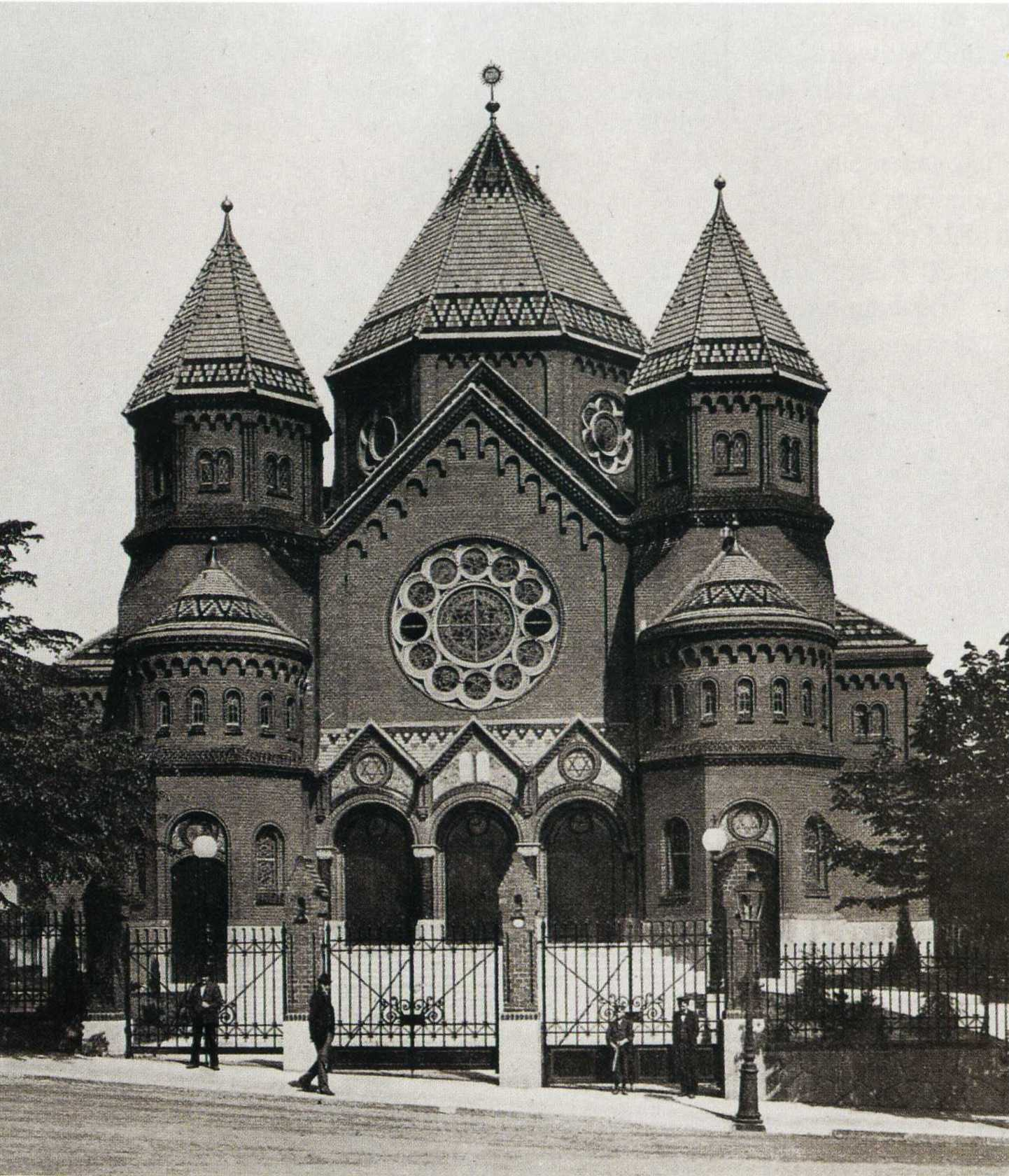
Synagoga v Saské Kamenici
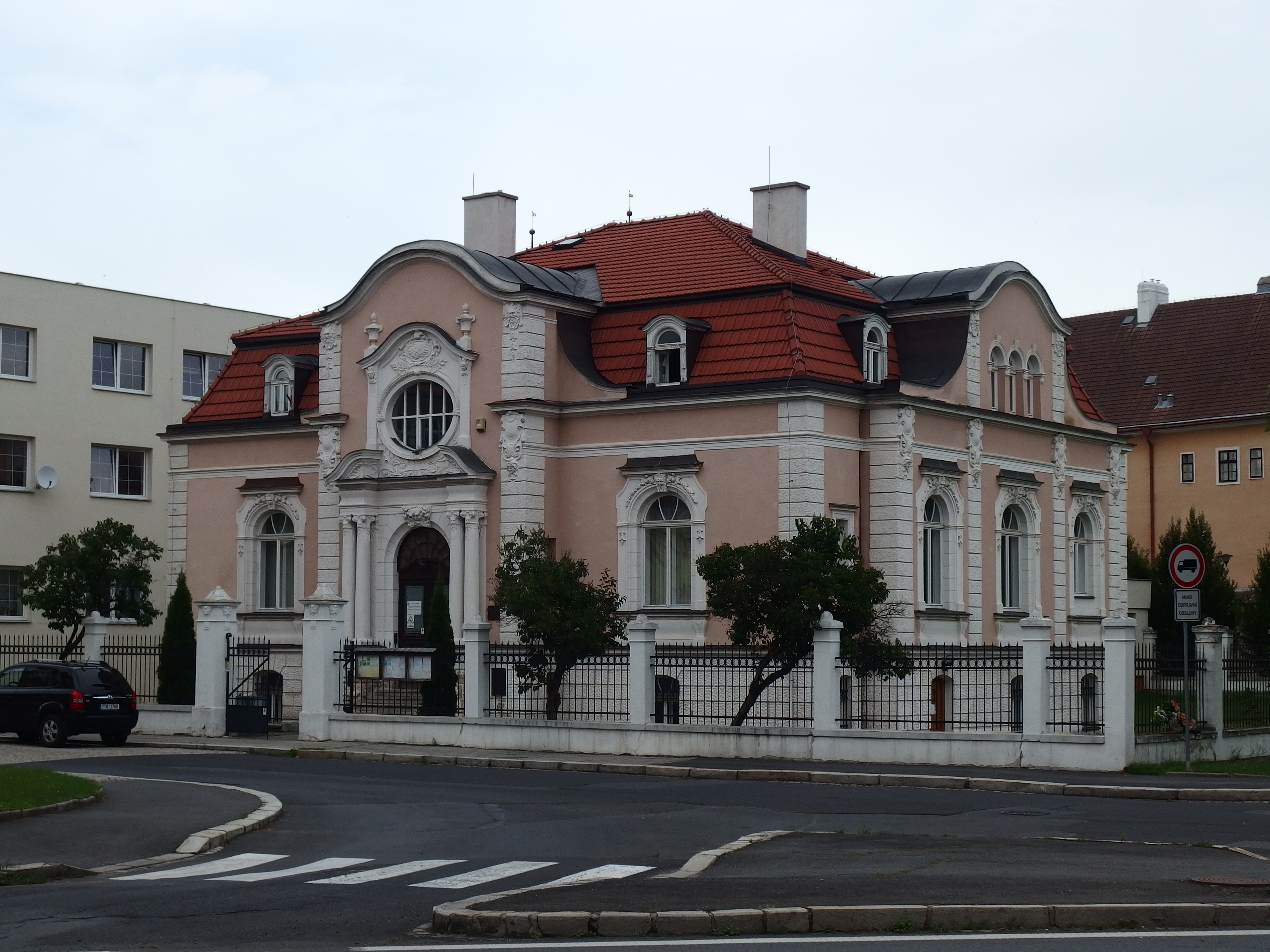
Vila Leo Westreicha
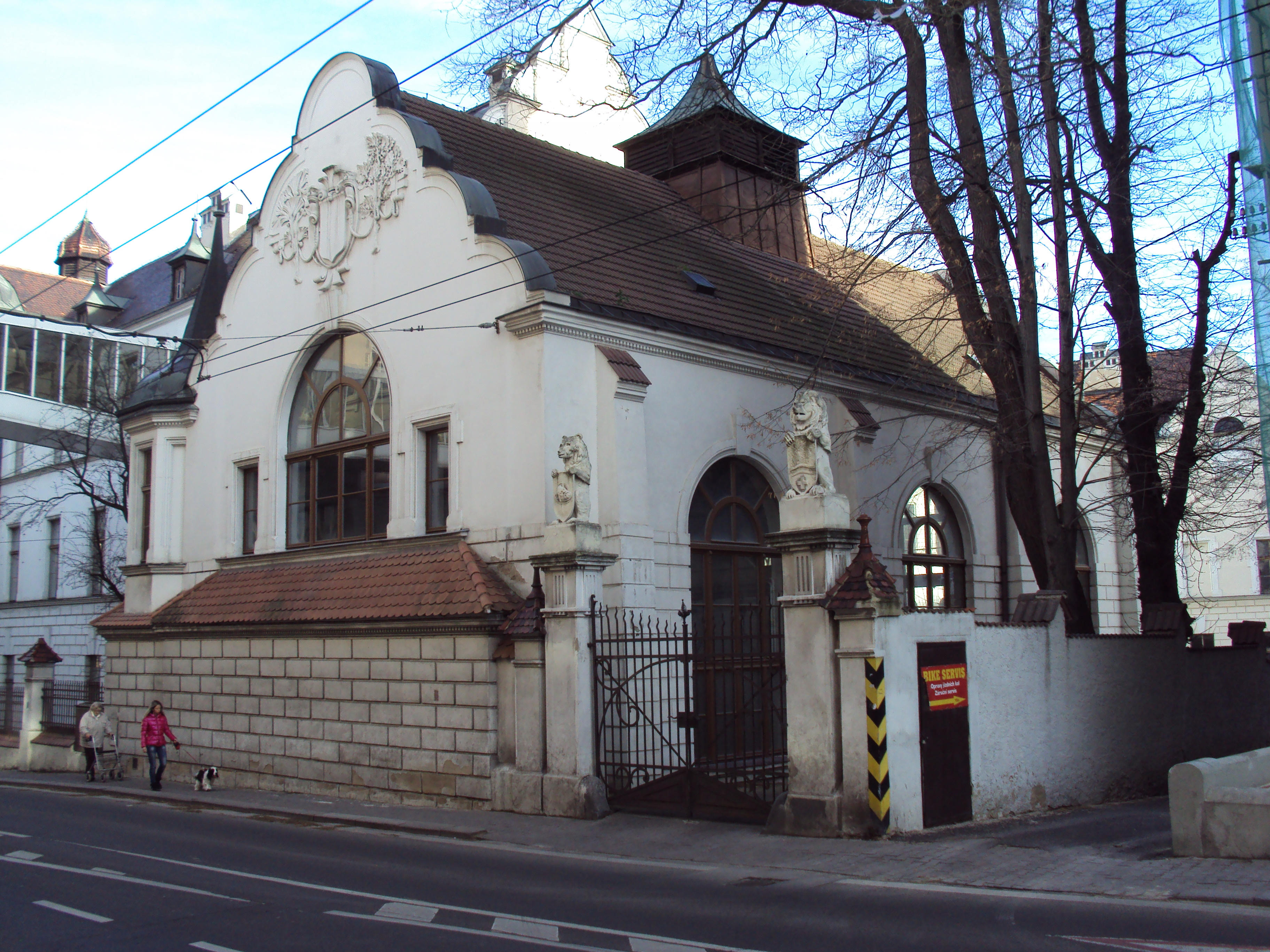
Tělocvična c. a k. reálky v Teplicích
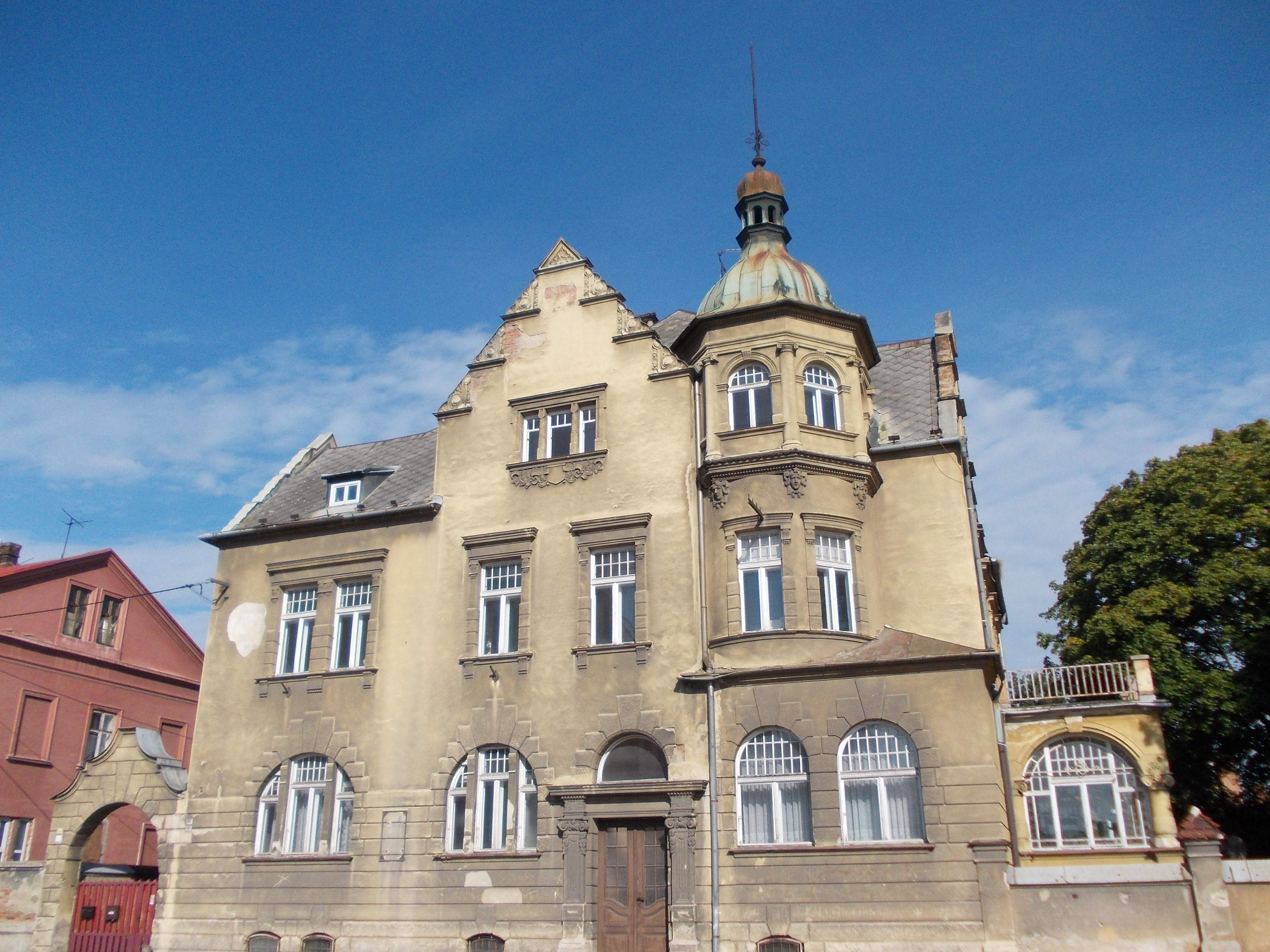
vila dr. J. Schnürcha, Krnov